# Гран-при коммуны Корнаредо
Гран-при коммуны Корнаредо (итал. Gran Premio Comune di Cornaredo) — шоссейная однодневная велогонка, проходившая по территории Италии с 2008 по 2014 год.

## История
В июле 2007 года в коммуне Корнаредо (провинция Милан область Ломбардия) проходил одни из этапов Джиро Донны. Это обстоятельство сподвигло коммуну организовать собственную гонку.
Так в 2008 году появилась данная гонка. Она сразу вошла в Женский мировой шоссейный календарь UCI в рамках которого проводилась на протяжении всей своей истории. Дважды, в 2009 и 2013 году не проходила.
Маршрут гонки проходил в основном в коммуне Корнаредо и частично в коммунах Преньяна-Миланезе и Ро. Он представлял собой круг длиной 12 км с плоским рельефом который преодолевали 10 раз. Общая протяжённость дистанции составляла от 117 до 121 км.
Рекордсменкой с двумя победами стала литовка Раса Лелейвите.

## Призёры
| Год  | Победитель      | Второй               | Третий             |
| ---- | --------------- | -------------------- | ------------------ |
| 2008 | Андреа Граус    | Юлия Мартисова       | Кристина Беккер    |
| 2010 | Раса Лелейвите  | Розелла Каллови      | Елена Андрук       |
| 2011 | Раса Лелейвите  | Валентина Скандолара | Елена Андрук       |
| 2012 | Ирис Слаппендел | Марианна Вос         | Аннемик ван Влётен |
| 2014 | Шелли Олдс      | Тиффани Кромвель     | Джорджа Бронцини   |